# Лазар Михайлов
Лазар (Лазо) Михайлов (Мишов, Михал) е български революционер, деец на Вътрешната македоно-одринска революционна организация.

## Биография
Лазо Мишов е роден в кочанското село Оризари, тогава в Османската империя. Присъединява се към ВМОРО. Продължава с революционната дейност и след като Кочанско попада в Сърбия след Междусъюзническата война. В 1914 година се сражава със сръбските власти с четата на Симеон Клинчарски. По случай 15-ата годишнина от Илинденско-Преображенското въстание, през Първата световна война награден с орден „За военна заслуга“ за заслуги към постигане на българския идеал в Македония.